# محوطه کهنه گجه گنبد
محوطه کهنه گجه گنبد مربوط به دوره ساسانیان - دوران‌های تاریخی پس از اسلام است و در شهرستان بیجار، بخش چنگ الماس، روستای گوگقاش واقع شده و این اثر در تاریخ ۱۰ دی ۱۳۸۱ با شمارهٔ ثبت ۶۸۰۳ به‌عنوان یکی از آثار ملی ایران به ثبت رسیده است.